# 산디니스타 국민해방전선
산디니스타 국민해방전선(스페인어: Frente Sandinista de Liberación Nacional, 약칭 FSLN, 영어: Sandinista National Liberation Front, 문화어: 싼디노 민족해방전선)은 니카라과의 사회주의 정당이다. 산디니스타라고도 부른다. 산디니스타는 1920년대 미국이 니카라과를 침공할 때 이에 저항한 독립운동가 아우구스토 세사르 산디노의 이름에서 유래된 단어이다.

## 역사

### 혁명
산디니스타 해방전선은 1961년에 창설됐다. 18년간의 투쟁 끝에, 1979년 아나스타시오 소모사 데바일레를 축출하여 소모사 정권을 무너뜨렸으며 대신 혁명 정부를 세웠다. 권력을 얻은 산디니스타는 1979년에서 1990년까지 대략 11여년간 니카라과를 지배했다. 이들은 처음에는 혁명 재건 위원회의 일부였으나 나중에 위원회에서 중도파들이 탈퇴하면서, 해방전선은 1981년 3월부터 권력을 독점했다. 1984년 선거가 열렸고, 이들은 과반수를 얻었다.

### 선거혁명
산디니스타 해방전선은 미국의 지원을 받는 콘트라 반군을 진압하려 했으나, 이후 1990년 선거에서 패했다. 산디니스타의 혁명은 니카라과 사회에 많은 영향을 남겼다. 해방전선은 현재 니카라과의 두 주요 정당 중 하나이다. 산디니스타 해방전선은 헌정자유당(PLC)에 반대하는 이들의 지지를 받는다. 2006년 니카라과 총선에서 다니엘 오르테가 전 대통령이 38.7%의 지지율로 다시 니카라과 대통령에 취임하여(상대방은 29% 득표.) 두 번째 산디니스타 정부를 출범시켰다.

## 같이 보기
- 이란-콘트라 사건